# 賽洛姆 (北卡羅萊納州)
賽洛姆（英語：Siloam）是位於美國北卡羅萊納州薩里縣的非建制地區。

## 歷史
賽洛姆的郵局自1837年營運至今。

## 地理
賽洛姆所處的海拔為高於海平面254米（即833英呎），而該地所採用的時區為UTC-5，即北美东部时区（EST）。同時該地設有夏令時間，為UTC-5調快一小時，即UTC-4（EDT）。